# Granby Street (Leicester)

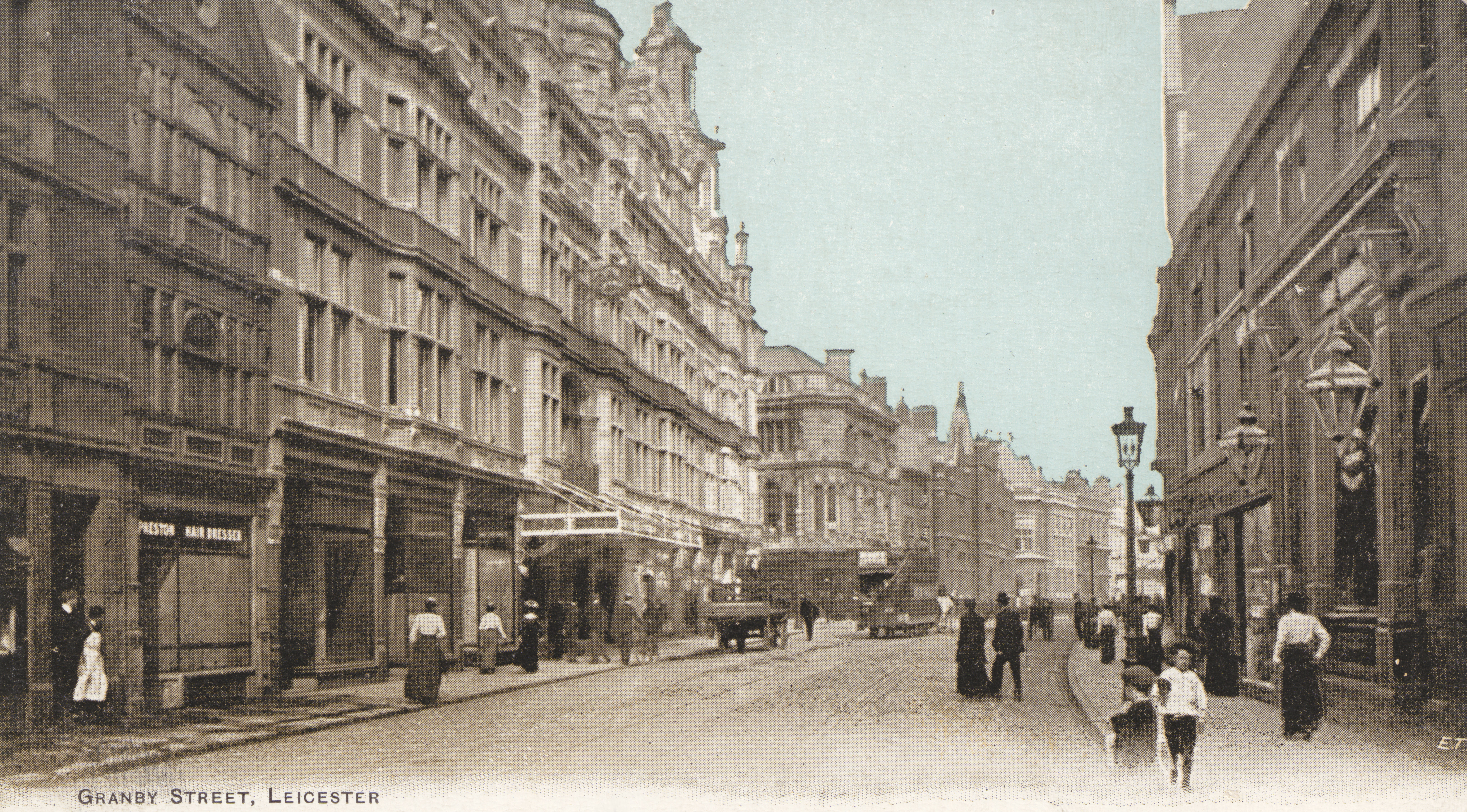
Granby Street w 1903 r.

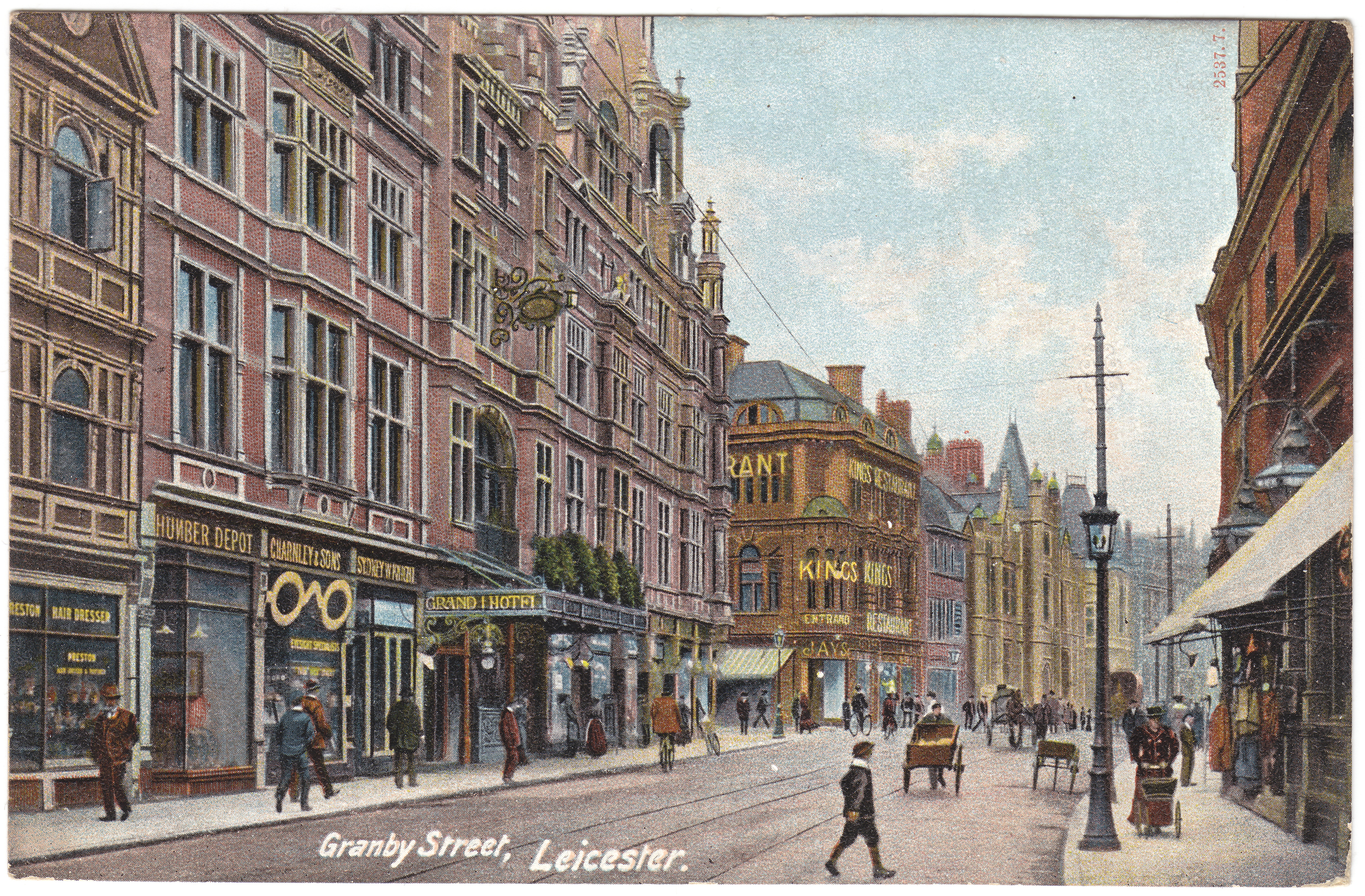
Granby Street. Po lewej Grand Hotel 1906 r.

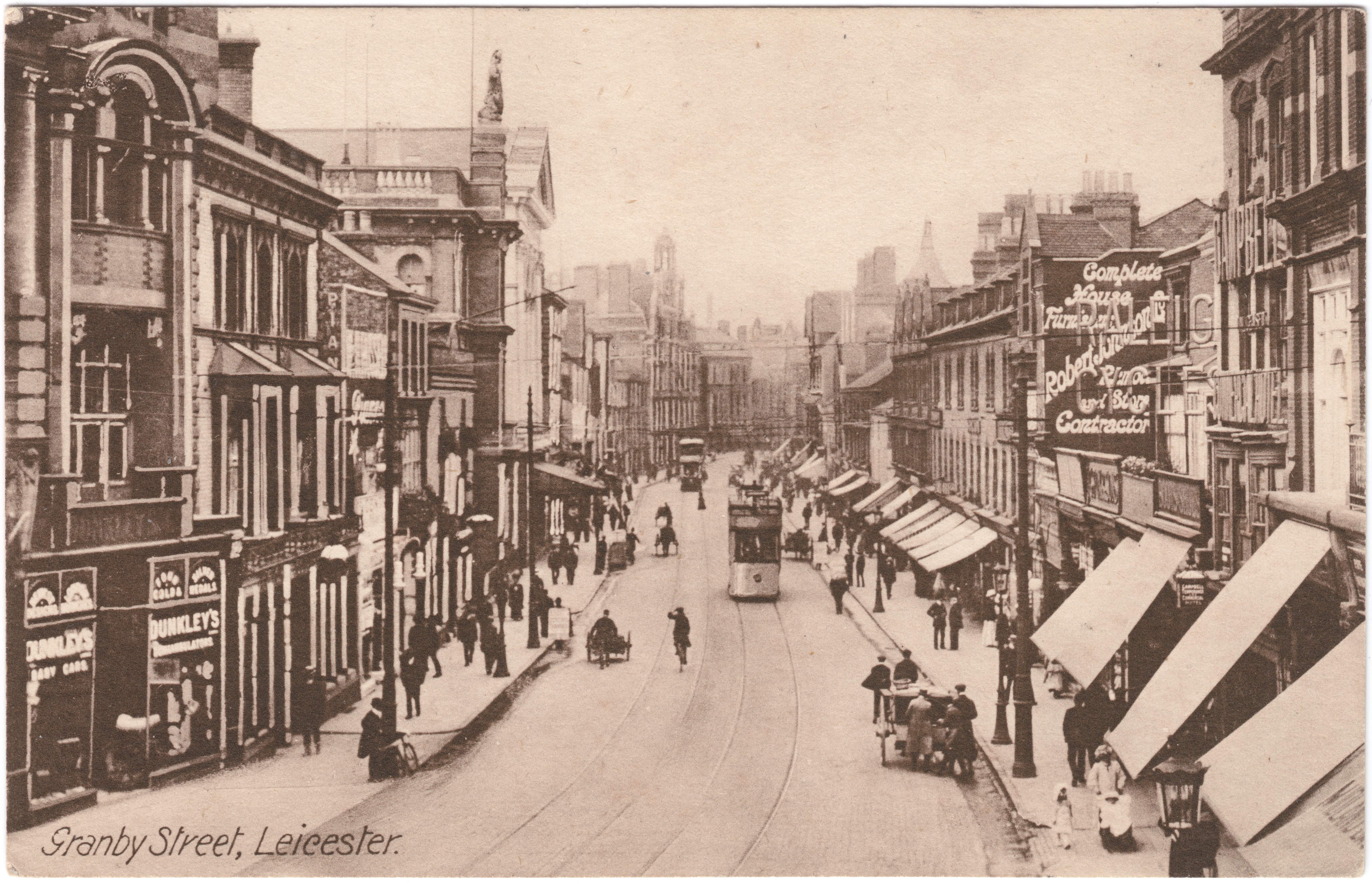
Granby Street w 1917 r.

Granby Street – ulica w Leicesterze w centrum miasta. Ciągnie się od skrzyżowania ulic Gallowtree Gate, Horsefair Street, Helford Street do St Georges Way.
Ulica skupia głównie małe sklepy, biura, usługi finansowe, restauracje, puby, fast foody.
Na ulicy mieści się Urząd Miasta (City Council) oraz Grand Hotel zbudowany w 1898 r., jeden z bardziej prestiżowych hoteli w Wielkiej Brytanii.
W latach 1901–1949 przez całą ulicę Granby kursowały elektryczne linie tramwaje dwutorowe kursujące w stronę Clock Tower oraz dworca kolejowego w kierunku dzielnicy Stoneygate.
Granby Street jest jedną z najstarszych ulic handlowych, do dziś jedna z najbardziej obleganych przez mieszkańców miasta i turystów.